# Rochedo Rusokastro
O Rochedo Rusokastro (em búlgaro:  скала Русокастро, ‘Skala Rusokastro’ ska-'la ru-so-'kas-tro) é um rochedo na entrada norte para o Estreito McFarlane nas Ilhas Shetland do Sul, Antártica situado 1,6 km (0,99 mi) a nordeste da Ilha Pirâmide, 5,7 km (3,54 mi)  a nordeste de Cabo Williams na Ilha Livingston, e 5,7 km (3,54 mi) a noroeste do Cabo Duff na Ilha Greenwich.  A área foi visitada por caçadores de focas no início do século 19.
O rochedo recebeu o nome do assentamento e da fortaleza medieval de Rusokastro na Bulgária sul-oriental.

## Localização
O rochedo Rusokastro está localizado em 62° 24′ 18″ S, 60° 05′ 07″ O (Mapeamento búlgaro feito em 2009).

## Mapa
L.L. Ivanov. Antarctica: Livingston Island and Greenwich, Robert, Snow and Smith Islands. Scale 1:120000 topographic map.  Troyan: Manfred Wörner Foundation, 2009.  ISBN 978-954-92032-6-4

## Ligações Externas
- Rochedo Rusokastro. SCAR Dicionário Geográfico Antártico Composto.